# EV Ravensbourg
Le EV Ravensbourg est un club professionnel allemand de hockey sur glace basé à Ravensbourg. Il évolue en 2. Bundesliga, le second échelon allemand.

## Historique
Le club est créé en 1881. En 2007, il est promu en 2. Bundesliga.

## Anciens joueurs

### Palmarès
- Vainqueur de l'Oberliga : 1967.